# Colomi
Colomi – miasto w Boliwii, w departamencie Cochabamba, w prowincji Chapare.